# مايك ماكدونالد
مايك ماكدونالد (بالإنجليزية: Mike MacDonald) هو لاعب اتحاد الرغبي أمريكي، ولد في 27 نوفمبر 1980 في بيركيلي في الولايات المتحدة.

## وصلات خارجية
- مايك ماكدونالد عل موقع إسبنسكروم (الإنجليزية)